# ノマド・ソウル
『ノマド・ソウル』は、元ちとせによる2枚目のフルアルバム。2003年9月3日発売。発売元はエピックレコードジャパン。

## 解説
タイトルは「遊牧民や彷徨う人の魂」という意味

## 収録曲
1. トライアングル(2:30) 
作詞・作曲・編曲・プロデュース：上田現
2. 音色七色(3:35) 
作詞：HUSSY_R、作曲・編曲・プロデュース：間宮工
3. 千の夜と千の昼(5:47) 
作詞・作曲・編曲・プロデュース：上田現
4thシングル。日本コカコーラ「まろ茶120」CMソング
4. いつか風になる日(4:50) 
作詞・作曲：岡本定義、編曲・プロデュース：羽毛田丈史
5thシングル。「au by KDDI「それぞれの夏」篇」CMタイアップ曲
5. 翡翠(4:54) 
作詞：HUSSY_R、作曲：TANATONOTE、編曲・プロデュース：羽毛田丈史
6. オーロラの空から見つめている(4:13) 
作詞：HUSSY_R、作曲・編曲・プロデュース：山崎将義
7. この街(4:18) 
作詞：HUSSY_R、作曲：間宮工、編曲・プロデュース：羽毛田丈史
3rdシングル。NHK連続テレビ小説『まんてん』主題歌
8. 月齢17.4(4:13) 
作詞・作曲・編曲・プロデュース：上田現
9. 百合コレクション(5:00) 
作詞・作曲：あがた森魚、編曲・プロデュース：ライオンメリィ
あがた森魚（ヴァージンVS時代）のカバー
10. ウルガの丘(4:54) 
作詞。作曲：松任谷由実、編曲：上田現・プロデュース

## 参加ミュージシャン
- 根岸孝旨：bass（#1,#2,#8）
- 藤井玉緒：percussion（#1,#8,#9）
- 上田現：piano，keyboard，programming，electric guitar，sax（#1,#3,#8,#10）
- 沼澤尚：drums（#2）
- 三沢泉：bodhran（#2）
- 間宮工：acoustic guitar，electric guitar，mandolin，bouzouki，programming（#2,#9）
- 杉野寿之：drums，percussion（#3,#7,#8,#10）
- 石川具幸：bass（#3,#7,#10）
- 奥村大：electric guitar（#3,#10）
- 古川昌義：acoustic guitar，electric guitar（#3,#8）
- 佐久間順平：violin（#3,#10）
- 向島ゆり子：violin，viola（#3）
- 中田英一郎：cello（#3）
- 渡辺等：bass（#4）
- 西海孝：electric guitar，acoustic guitar（#4,#7）
- 金原ストリングス：strings（#4）
- 梯郁夫：percussion（#5,#7）
- 羽毛田丈史：keyboard，programming，piano（#5,#7）
- 山崎まさよし：acoustic guitar，electric guitar，keyboard，percussion，programming，chorus（#6）
- 平田直樹：trumpet（#8,#10）
- 増井朗人：trombone（#8,#10）
- 長山雄治：wood bass（#9）
- ライオンメリィ：accordion，programming（#9）
- 岡部洋一：percussion（#10）